# Milan Obradović (ur. 1999)
Milan Obradović (serb. Милан Обрадовић, ur. 27 grudnia 1999 w Brusie) – serbski piłkarz występujący na pozycji obrońcy w FK Javor Matis.

## Kariera klubowa
Grę w piłkę nożną rozpoczął w klubie FK Kopaonik z rodzinnego miasta Brus. Następnie trenował w FK Župa, skąd przeniósł się do akademii Napredaku Kruševac. W lipcu 2017 roku podpisał z tym klubem profesjnalny kontrakt. W przerwie zimowej sezonu 2017/18 został włączony do składu pierwszego zespołu. 2 marca 2018 zadebiutował w SuperLidze w meczu z Dinamem Vranje (0:4). Rundę jesienną sezonu 2018/19 spędził na wypożyczeniu do FK GSP Polet Dorćol, dla którego rozegrał 15 spotkań na poziomie Srpskiej Ligi Beograd. Po powrocie do Napredaku rozpoczął regularne występy.
W październiku 2020 roku został graczem Wisły Płock prowadzonej przez Radosława Sobolewskiego. 18 października zadebiutował w Ekstraklasie w meczu przeciwko Śląskowi Wrocław (1:0). W sezonie 2020/21 zaliczył 8 ligowych występów. W kolejnym sezonie zagrał w jednym spotkaniu. W czerwcu 2022 roku rozwiązał swoją umowę i odszedł do beniaminka SuperLigi FK Javor Matis.